# سمير وشهير وبهير
سمير وشهير وبهير فيلم كوميدي مصري إنتاج عام 2010، بطولة أحمد فهمي وشيكو وهشام ماجد وإخراج معتز التوني. وهو أول فيلم يخرجه. وتاريخ عرضه يوافق عشية عيد الفطر لسنة 1431 هـ.

## قصة الفيلم
تدور أحداث الفيلم حول ثلاثة إخوة لنفس الأب «منير الخطير» هم «سمير» (أحمد فهمي)، ويعمل دوبلير في السينما للفنان "أحمد السقا"، و«شهير» (شيكو) يحب الموسيقى ومعروف بعلاقاته النسائية المتعددة، و«بهير» (هشام ماجد)، وهو ابن لأسرة أرستقراطية، تضطر الظروف الإخوة الثلاثة إلى السفر معا عبر الزمن، إلى اليوم الذي قابل فيه والدهم الأمهات الثلاثة، وعبر سلسلة من الأحداث الكوميدية يحاول الثلاثي العودة إلى زمنهم.

## طاقم التمثيل
- أحمد فهمي: (سمير منير الخطير)
- شيكو: (شهير منير الخطير)
- هشام ماجد: (بهير منير الخطير)
- إيمي سمير غانم: (سميرة سمير وهي صغيرة)
- إنجي وجدان: (شهيرة شهير وهي صغيرة)
- رحمة حسن: (بهيرة بهير وهي صغيرة)
- شريف رمزي: (منير الخطير وهو صغير)
- محمود الجندي: (منير الخطير وهو كبير)
- حسن حسني: (والد شهيرة)
- دلال عبد العزيز: (سميرة سمير وهي كبيرة)
- سلوى عثمان: (شهيرة شهير وهي كبيرة)
- هناء الشوربجي: (بهيرة بهير وهي كبيرة)
- حسن عبد الفتاح: (د/ بصير)
- محمود العزازي: (عبد الحليم حافظ)
- أحمد السقا: (بشخصيته الحقيقية)

## وصلات خارجية
- سمير وشهير وبهير على موقع IMDb (الإنجليزية)
- سمير وشهير وبهير على موقع الدهليز
- سمير وشهير وبهير على موقع قاعدة بيانات الأفلام العربية
- سمير وشهير وبهير على موقع قاعدة بيانات الفيلم (الإنجليزية)
- سمير وشهير وبهير على موقع ليتربوكسد (الإنجليزية)
- سمير وشهير وبهير على موقع كينوبويسك (الروسية)